# Марко Калпурније Бибул
Марко Калпурније Бибул (умро 48. п. н. е.) био је римски конзул, заједно са Гајем Јулијем Цезаром.

## Биографија
Бибул је припадао знаменитој породици Калпурнија. Вршио је функцију курилског едила 63. године п. н. е. Бибул је био ожењен за Порцију, кћер Катона Млађег, вође оптимата у Сенату, те се прикључио његовој странци. Године 60. п. н. е. је изабран за конзула заједно са Јулијем Цезаром, који је припадао странци популара и иза кога је стајао моћни Први тријумвират. Када су године 59. п. н. е. преузели дужност, међу њима је одмах дошло до сукоба. Његов покушај да ветом спречи поделу земље у Кампанији Помпејевим ветеранима је довео до вербалних и физичких напада од стране Помпејевих и Цезарових присталица. Бибул је био присиљен остатак мандата провести у властитој кући, наводно да би "проучавао небеска знамења"; у стварности је Цезар владао сам, а Римљани у шали говорили да се година 59. п. н. е. уместо "године конзулства Цезара и Бибула" треба звати "година конзулства Јулија и Цезара".
Бибул је поновно стекао утицај када се 53. п. н. е. распао Тријумвират (након смрти Лицинија Краса), а Цезар и Помпеј постали супарници. Након нереда изазваних убиством популарског вође Клодија, Бибул је помогао Помпеју да године 52. п. н. е. преузме конзулство без колеге. Године 51. п. н. е. именован је гувернером Сирије, али је изазвао незадовољство међу тадашњим трупама преузевши за себе заслуге за победу извојевану пре властитог доласка саму провинцију.
Када је избио грађански рат, Бибул је остао верни Помпејев следбеник. Године 48. п. н. е. је са својом флотом на Јадрану разбио Цезарову , одсекавши Цезарову војску на Балкану од логистичке базе у Италији, иако то није спречило Цезара да однесе победу код Фарсала. Бибул је умро исте године.